# Grace Kelly (musicienne)
Pour les articles homonymes, voir Grace Kelly (homonymie).
Grace Kelly est une musicienne américaine née le 15 mai 1992.

## Discographie
- 2006 : Every Road I Walked (Pazz Productions)
- 2018 : GO TiME: Brooklyn (PAZZ Productions) Julian Waterfall Pollack, Julia Adamy, Ross Pederson
- 2018 : GO TiME: Brooklyn 2 (PAZZ Productions) Julian Waterfall Pollack, Julia Adamy, Ross Pederson
- 2019 : GO TiME: Live In LA (PAZZ Productions) feat. Sarah Reich Julian Waterfall Pollack, Julia Adamy, Ross Pederson
- 2019 : Feels Like Home (Feat. Elliott Skinner) single (PAZZ Productions) Julian Waterfall Pollack, Julia Adamy, Ross Pederson